# Bahnradsport-Europameisterschaften der Junioren/U23 2020

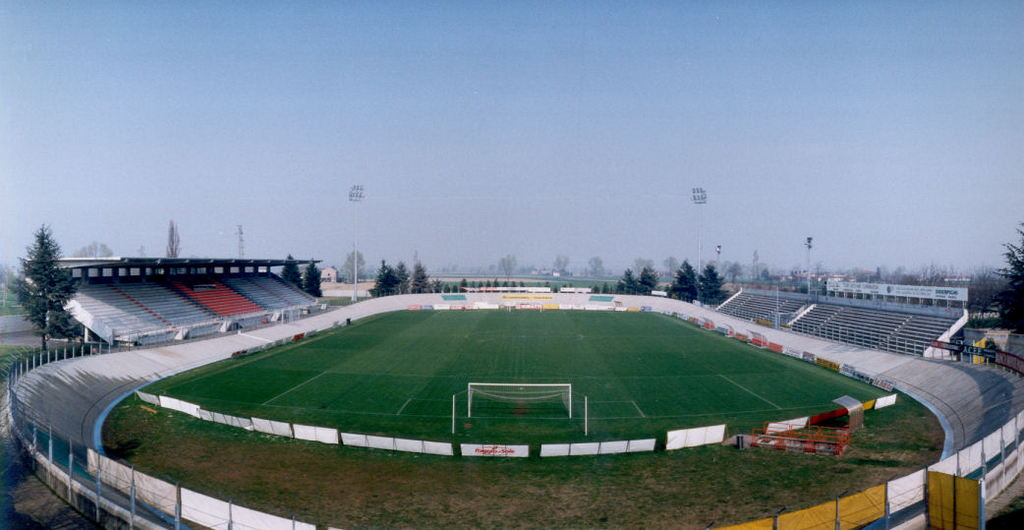
Das Velodromo Attilio Pavesi

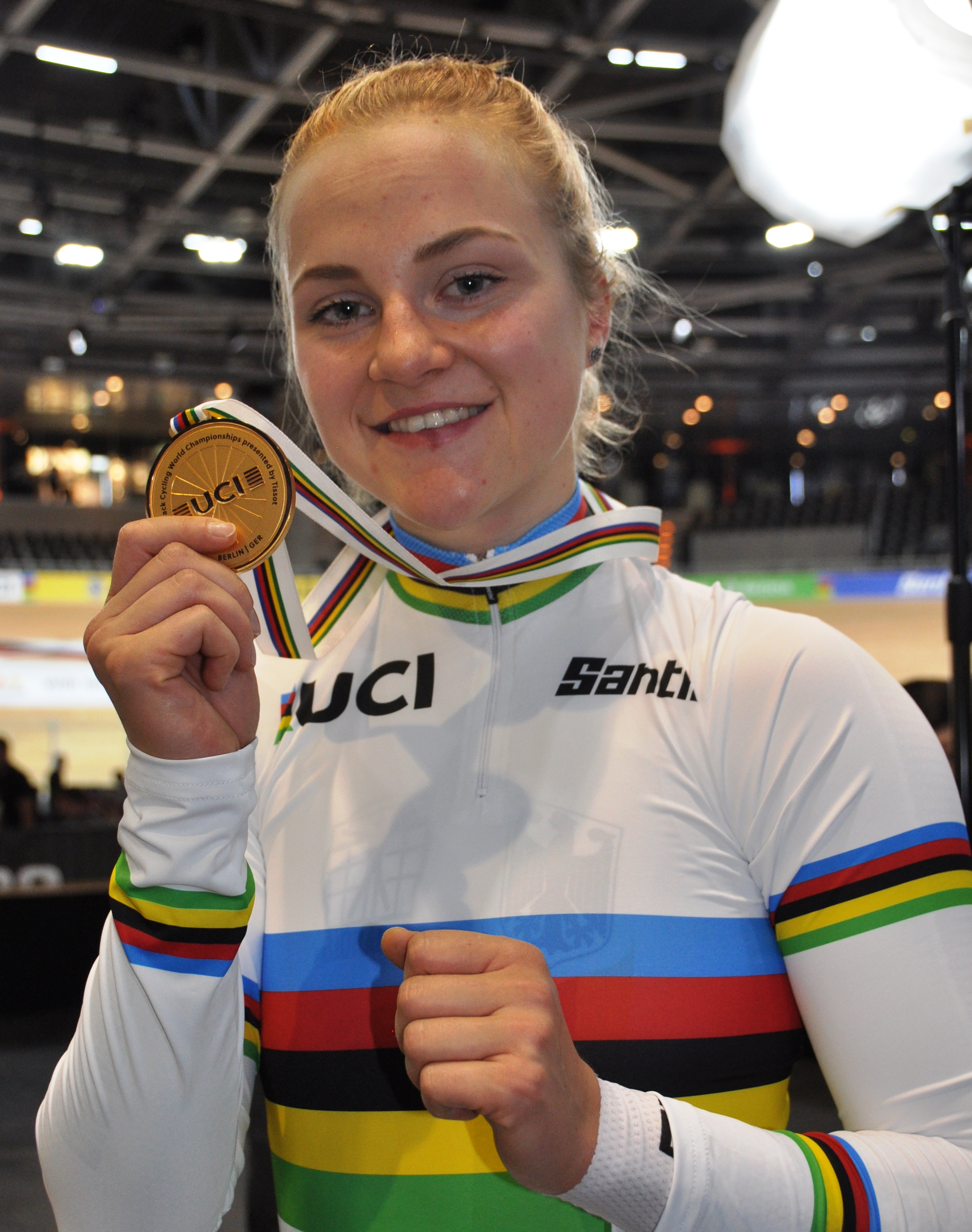
Erfolgreichste Sportlerin der EM: die Deutsche Lea Sophie Friedrich

Die Bahnradsport-Europameisterschaften der Junioren/U23 2020 (2020 UEC Jun/U23 Track European Championships) fanden vom 8. bis 13. Oktober in der offenen Radrennbahn Velodromo Attilio Pavesi im italienischen Fiorenzuola d’Arda statt.
Ursprünglich sollten die Meisterschaften vom 7. bis 12. Juli 2020 im portugiesischen Sangalhos im dortigen Velódromo Nacional ausgetragen werden. Wegen der COVID-19-Pandemie wurden die Meisterschaften dort abgesagt. Zunächst war das Velodromo G. Servadei in Forlì als alternativer Austragungsort geplant. 1995 war es Schauplatz der Junioren-Weltmeisterschaften. Im September 2020 wurde bekannt, dass Forlì sich nicht in der Lage sieht, die Meisterschaften durchzuführen.
Am 15. September 2020 gab der europäische Radsportverband UEC bekannt, dass die Europameisterschaften nach Fiorenzuola d’Arda verlegt werden. Es waren insgesamt 321 Fahrerinnen und Fahrer aus 23 Ländern gemeldet, 58 Juniorinnen und 106 Junioren sowie 54 Frauen und 103 Männer in der U23-Kategorie.
Die Mannschaft des Bundes Deutscher Radfahrer dominierte diese Europameisterschaften und beendeten sie auf Platz eins des Medaillenspiegels. Sie errangen insgesamt 30 Medaillen (zwölf goldene, neun silberne und neun bronzene), Russland (11, 3 und 7) und dem Gastgeberland Italien (5, 4 und 4).
Herausragende Athletin der Meisterschaften war die Deutsche Lea Sophie Friedrich. Sie belegte in allen vier Rennen, zu denen sie antrat, den ersten Platz. In den Ausdauerdisziplinen der Frauen zeigte die italienische U23-Nationalmannschaft gute Leistungen und gewann fünf Goldmedaillen in den Disziplinen Ausscheidungsfahren (Chiara Consonni), Zweier-Mannschaftsfahren (Chiara Consonni und Martina Fidanza), Punktefahren (Silvia Zanardi), Mannschaftsverfolgung (Marta Cavalli, Chiara Consonni, Martina Fidanza und Vittoria Guazzini) und Scratch (Martina Fidanza).
Die Schweizer Mannschaft gewann insgesamt fünf Medaillen, drei silberne und zwei bronzene. Die Mannschafts Österreichs konnte keine Medaille mit nach Hause nehmen.
Zum letzten Wettkampftag trat die italienische Nationalmannschaft nicht mehr an, da ein Teammitglied positiv auf COVID-19 getestet worden war.

## Zeitplan

### U23
| Datum                                          | Disziplinen Männer                   | Disziplinen Frauen                   |
| ---------------------------------------------- | ------------------------------------ | ------------------------------------ |
| Donnerstag, 8. Oktober                         | Einerverfolgung, Ausscheidungsfahren | Mannschaftsverfolgung                |
| Freitag, 9. Oktober                            | Mannschaftsverfolgung, Teamsprint    | Einerverfolgung, Scratch, Teamsprint |
| Samstag, 10. Oktober                           | 1000-Meter-Zeitfahren, Scratch       | Ausscheidungsfahren                  |
| Sonntag, 11. Oktober (wegen Regens verschoben) | Punktefahren                         | Punktefahren, Sprint                 |
| Montag, 12. Oktober                            | Sprint, Omnium                       | Omnium, 500-Meter-Zeitfahren         |
| Dienstag, 13. Oktober                          | Keirin, Zweier-Mannschaftsfahren     | Keirin, Zweier-Mannschaftsfahren     |

### Junioren/Juniorinnen
| Datum                                          | Disziplinen Junioren                       | Disziplinen Juniorinnen              |
| ---------------------------------------------- | ------------------------------------------ | ------------------------------------ |
| Donnerstag, 8. Oktober                         | Mannschaftsverfolgung, Teamsprint, Scratch | Teamsprint, Einerverfolgung, Scratch |
| Freitag, 9. Oktober                            | 1000-Meter-Zeitfahren, Ausscheidungsfahren | Mannschaftsverfolgung                |
| Samstag, 10. Oktober                           | Einerverfolgung                            | Ausscheidungsfahren, Sprint          |
| Sonntag, 11. Oktober (wegen Regens verschoben) | Sprint, Omnium                             | 500-Meter-Zeitfahren, Omnium         |
| Montag, 12. Oktober                            | Keirin, Punktefahren                       | Keirin, Punktefahren                 |
| Dienstag, 13. Oktober                          | Zweier-Mannschaftsfahren                   | Zweier-Mannschaftsfahren             |

## Resultate U23
- Legende: „G“ = Zeit aus dem Finale um Gold; „B“ = Zeit aus dem Finale um Bronze
- Fahrerinnen und Fahrer, deren Name kursiv geschrieben sind, bestritten bei Mannschaftswettbewerben lediglich die Qualifikation oder die erste Runde.

### Sprint
| Platz | Sportler             | Land | Zeit (s)              |
| ----- | -------------------- | ---- | --------------------- |
|       | Martin Čechman       | CZE  | 10,567 (2) 10,354 (3) |
|       | Michail Jakowlew     | RUS  | 10,512 (1)            |
|       | Konstantinos Livanos | GRE  | 10,623 (1) 10,641 (2) |

| Platz | Sportlerin           | Land | Zeit (s)              |
| ----- | -------------------- | ---- | --------------------- |
|       | Lea Sophie Friedrich | GER  | 11,560 (1) 11,560 (2) |
|       | Pauline Grabosch     | GER  |                       |
|       | Jana Tyschtschenko   | RUS  | 11,603 (1) 12,236 (2) |

### Keirin
| Platz | Sportler         | Land |
| ----- | ---------------- | ---- |
|       | Anton Höhne      | GER  |
|       | Daan Kool        | NED  |
|       | Mateusz Sztrauch | POL  |

| Platz | Sportlerin           | Land |
| ----- | -------------------- | ---- |
|       | Lea Sophie Friedrich | GER  |
|       | Nikola Sibiak        | POL  |
|       | Nikola Seremak       | POL  |

### Teamsprint
| Platz | Sportler                                      | Land | Zeit (s)   |
| ----- | --------------------------------------------- | ---- | ---------- |
|       | Daniil Komkow Dmitri Nesterow Pawel Rostow    | RUS  | 1:12,632 G |
|       | Matěj Bohuslávek Martin Čechman Jakub Šťastný | CZE  | 1:12,748 G |
|       | Anton Höhne Julien Jäger Nik Schröter         | GER  | 1:13,164 B |

| Platz | Sportlerin                                                     | Land | Zeit (s)   |
| ----- | -------------------------------------------------------------- | ---- | ---------- |
|       | Lea Sophie Friedrich Pauline Grabosch Alessa-Catriona Pröpster | GER  | 1:20,726 G |
|       | Xenia Andrejewa Serafima Grischina Jana Tyschtschenko          | RUS  | 1:20,866 G |
|       | Paulina Petri Nikola Seremak Nikola Sibiak                     | POL  | 1:21,026 B |

### Zeitfahren
| Platz | Sportler     | Land | Zeit (min) |
| ----- | ------------ | ---- | ---------- |
|       | Felix Groß   | GER  | 1:02,086   |
|       | Anton Höhne  | GER  | 1:03,127   |
|       | Iwan Smirnow | RUS  | 1:03,441   |

| Platz | Sportlerin           | Land | Zeit (s) |
| ----- | -------------------- | ---- | -------- |
|       | Lea Sophie Friedrich | GER  | 39,618   |
|       | Pauline Grabosch     | GER  | 40,715   |
|       | Jana Tyschtschenko   | RUS  | 40,855   |

### Einerverfolgung
| Platz | Sportler     | Land | Zeit (min) |
| ----- | ------------ | ---- | ---------- |
|       | Felix Groß   | GER  | 4:19,716 G |
|       | Iwan Smirnow | RUS  | 4:24,748 G |
|       | Lew Gonow    | RUS  | 4:19,504 B |

| Platz | Sportlerin        | Land | Zeit (min) |
| ----- | ----------------- | ---- | ---------- |
|       | Franziska Brauße  | GER  | 3:35,040 G |
|       | Vittoria Guazzini | ITA  | 3:43,279 G |
|       | Mia Griffin       | IRL  | 3:41,810 B |

### Mannschaftsverfolgung
| Platz | Sportler                                                        | Land | Zeit (min) |
| ----- | --------------------------------------------------------------- | ---- | ---------- |
|       | Nikita Bersenew Lew Gonow Iwan Smirnow Gleb Syriza              | RUS  | 3:59,267 G |
|       | Davide Boscaro Gidas Umbri Jonathan Milan Tommaso Nencini       | ITA  | 4:08,204 G |
|       | Richard Banusch Tobias Buck-Gramcko Felix Groß Nicolas Heinrich | GER  | 4:04,824 B |

| Platz | Sportlerin                                                              | Land | Zeit (min) |
| ----- | ----------------------------------------------------------------------- | ---- | ---------- |
|       | Marta Cavalli Chiara Consonni Martina Fidanza Vittoria Guazzini         | ITA  | 4:36,080 G |
|       | Franziska Brauße Lena Charlotte Reißner Finja Smekal Lea Lin Teutenberg | GER  | 4:38,400 G |
|       | Karolina Kumiega Karolina Lipiejko Wiktoria Pikulik Anna Sagan          | POL  |            |

### Ausscheidungsfahren
| Platz | Sportler           | Land |
| ----- | ------------------ | ---- |
|       | Jules Hesters      | BEL  |
|       | Iúri Leitão        | POR  |
|       | Raúl García Pierna | ESP  |

| Platz | Sportlerin      | Land |
| ----- | --------------- | ---- |
|       | Chiara Consonni | ITA  |
|       | Maria Martins   | POR  |
|       | Mylène de Zoete | NED  |

### Scratch
| Platz | Sportler      | Land |
| ----- | ------------- | ---- |
|       | Bartosz Rudyk | POL  |
|       | Iúri Leitão   | POR  |
|       | Tuur Dens     | BEL  |

| Platz | Sportlerin         | Land |
| ----- | ------------------ | ---- |
|       | Martina Fidanza    | ITA  |
|       | Maike van der Duin | NED  |
|       | Maria Martins      | POR  |

### Punktefahren
| Platz | Sportler        | Land | Punkte |
| ----- | --------------- | ---- | ------ |
|       | Gleb Syriza     | RUS  | 66     |
|       | Iúri Leitão     | POR  | 34     |
|       | Richard Banusch | GER  | 34     |

| Platz | Sportlerin       | Land | Punkte |
| ----- | ---------------- | ---- | ------ |
|       | Silvia Zanardi   | ITA  | 61     |
|       | Shari Bossuyt    | DEL  | 40     |
|       | Franziska Brauße | GER  | 33     |

### Omnium
| Platz | Sportler              | Land | Punkte |
| ----- | --------------------- | ---- | ------ |
|       | Gleb Syriza           | RUS  | 132    |
|       | Alex Vogel            | SUI  | 126    |
|       | Fabio Van den Bossche | BEL  | 122    |

| Platz | Sportlerin          | Land | Punkte |
| ----- | ------------------- | ---- | ------ |
|       | Marija Nowolodskaja | RUS  | 167    |
|       | Wiktoria Pikulik    | POL  | 128    |
|       | Olivija Baleišytė   | LTU  | 109    |

### Madison
| Platz | Sportler                         | Land | Punkte (Runden) |
| ----- | -------------------------------- | ---- | --------------- |
|       | Iwan Smirnow Lew Gonow           | RUS  | 97              |
|       | Valère Thiébaud Robin Froidevaux | SUI  | 58              |
|       | Bartosz Rudyk Filip Prokopyszyn  | POL  | 40              |

| Platz | Sportlerin                          | Land | Punkte (Runden) |
| ----- | ----------------------------------- | ---- | --------------- |
|       | Chiara Consonni Martina Fidanza     | ITA  | 44              |
|       | Franziska Brauße Lea Lin Teutenberg | GER  | 26              |
|       | Wiktoria Pikulik Patrycja Lorkowska | POL  | 22              |

## Resultate Juniorinnen/Junioren
Legende: „G“ = Zeit aus dem Finale um Gold; „B“ = Zeit aus dem Finale um Bronze

### Sprint
| Platz | Sportler        | Land | Zeit (s)              |
| ----- | --------------- | ---- | --------------------- |
|       | Willy Weinrich  | GER  | 11,716 (2) 11,120 (3) |
|       | Konrad Burowski | POL  | 11,226 (1)            |
|       | Dominic Kruse   | GER  | 11,202 (1) 11,226 (2) |

| Platz | Sportlerin               | Land | Zeit (s)              |
| ----- | ------------------------ | ---- | --------------------- |
|       | Alina Lyssenko           | RUS  | 12,005 (1) 11,749 (2) |
|       | Taky Marie-Divine Kouamé | FRA  |                       |
|       | Elizaveta Bogomolowa     | RUS  | 12,276 (1) 12,377 (2) |

### Keirin
| Platz | Sportler          | Land |
| ----- | ----------------- | ---- |
|       | Bogdan Danilschuk | UKR  |
|       | Paul Groß         | GER  |
|       | Damien Fortis     | SUI  |

| Platz | Sportlerin               | Land |
| ----- | ------------------------ | ---- |
|       | Alina Lyssenko           | RUS  |
|       | Taky Marie-Divine Kouamé | FRA  |
|       | Alla Bilezka             | UKR  |

### Teamsprint
| Platz | Sportler                                                | Land | Zeit (s)   |
| ----- | ------------------------------------------------------- | ---- | ---------- |
|       | Paul Schippert Domenic Kruse Willy Weinrich Paul Groß   | GER  | 1:14,940 G |
|       | Adam Janaczek Maciej Fak Tomasz Grzesiak                | POL  | 1:15,339 G |
|       | Nikita Kalatschnik Alexander Popow Alexei Scherstenikin | RUS  | 1:14,950 B |

| Platz | Sportlerin                                                     | Land | Zeit (s)   |
| ----- | -------------------------------------------------------------- | ---- | ---------- |
|       | Joanna Błaszczak Natalia Nieruchalska Nikola Wielowska         | POL  | 1:22,218 G |
|       | Valentina Basilico Sara Fiorin Gaia Tormena                    | ITA  | 1:24,381 G |
|       | Warwara Blagodarowa Elizaweta Bogomolowa Elizaweta Kretschkina | RUS  | 1:24,273 B |

### Zeitfahren
| Platz | Sportler           | Land | Zeit (min) |
| ----- | ------------------ | ---- | ---------- |
|       | Noah Vandenbranden | BEL  | 1:03,239   |
|       | Laurin Drescher    | GER  | 1:04,022   |
|       | Willy Weinrich     | GER  | 1:05,606   |

| Platz | Sportlerin               | Land | Zeit (s) |
| ----- | ------------------------ | ---- | -------- |
|       | Marith Vanhove           | BEL  | 42,307   |
|       | Alla Bilezka             | UKR  | 42,658   |
|       | Taky Marie-Divine Kouamé | FRA  | 42,723   |

### Einerverfolgung
| Platz | Sportler             | Land | Zeit (min) |
| ----- | -------------------- | ---- | ---------- |
|       | Benjamin Boos        | GER  | 3:21,625 G |
|       | Carl Frederik Bevort | DEN  | 3:24,156 G |
|       | Manlio Moro          | ITA  | 3:21,487 B |

| Platz | Sportlerin          | Land | Zeit (min) |
| ----- | ------------------- | ---- | ---------- |
|       | Aljona Iwantschenko | RUS  | 2:26,080 G |
|       | Zuzanna Olejniczak  | POL  | 2:30,986 G |
|       | Julie De Wilde      | BEL  | 2:28,806 B |

### Mannschaftsverfolgung
| Platz | Sportler                                                                 | Land | Zeit (min) |
| ----- | ------------------------------------------------------------------------ | ---- | ---------- |
|       | Dmitri Dorschnikow Mark Krjuschkow Dawid Schekelaschwili Daniil Walgonen | RUS  | 4:17,796 G |
|       | Benjamin Boos Maximilian Eißer Moritz Kretschy Luis-Joe Lührs            | GER  | 4:19,278 G |
|       | Lorenzo Balestra Niccolo Galli Manlio Moro Andrea D’Amato                | ITA  | 4:16,188 B |

| Platz | Sportlerin                                                                   | Land | Zeit (min) |
| ----- | ---------------------------------------------------------------------------- | ---- | ---------- |
|       | Inna Abaidullina Aljona Iwantschenko Anastasia Pecherschik Walerija Walgonen | RUS  | 4:41,581 G |
|       | Lara Crestanello Silvia Bortolotti Eleonora Gasparrini Elisa Tonelli         | ITA  | 4:47,780 G |
|       | Hanna Dopjans Lana Eberle Fabienne Jährig Marla Sigmund Paula Leonhardt      | GER  | 4:48,821 B |

### Ausscheidungsfahren
| Platz | Sportler              | Land |
| ----- | --------------------- | ---- |
|       | Tobias Aagaard Hansen | DEN  |
|       | Adam Wożniak          | POL  |
|       | Fabian Weiss          | SUI  |

| Platz | Sportlerin       | Land |
| ----- | ---------------- | ---- |
|       | Daniela Campos   | POR  |
|       | Gabriela Bartova | CZE  |
|       | Daniek Hengeveld | NED  |

### Scratch
| Platz | Sportler           | Land |
| ----- | ------------------ | ---- |
|       | Loe van Belle      | NED  |
|       | Noah Vandenbranden | BEL  |
|       | Laurin Drescher    | GER  |

| Platz | Sportlerin       | Land |
| ----- | ---------------- | ---- |
|       | Nora Jenčušová   | SVK  |
|       | Nikola Wielowska | POL  |
|       | Lara Crestanello | ITA  |

### Punktefahren
| Platz | Sportler              | Land | Punkte |
| ----- | --------------------- | ---- | ------ |
|       | Moritz Kretschy       | GER  | 31     |
|       | Fabio Christen        | SUI  | 28     |
|       | Tobias Aagaard Hansen | DEN  | 20     |

| Platz | Sportlerin         | Land | Punkte |
| ----- | ------------------ | ---- | ------ |
|       | Kathrijn De Clercq | BEL  | 25     |
|       | Daniela Campos     | POR  | 23     |
|       | Daniek Hengeveld   | NED  | 21     |

### Omnium
| Platz | Sportler            | Land | Punkte |
| ----- | ------------------- | ---- | ------ |
|       | Loe van Belle       | NED  | 124    |
|       | Tim Torn Teutenberg | GER  | 116    |
|       | Eddy Le Huitouze    | FRA  | 114    |

| Platz | Sportlerin       | Land | Punkte |
| ----- | ---------------- | ---- | ------ |
|       | Nikola Wielowska | POL  | 133    |
|       | Flavie Boulais   | FRA  | 114    |
|       | Daniela Campos   | POR  | 114    |

### Madison
| Platz | Sportler                                     | Land | Punkte (Runden) |
| ----- | -------------------------------------------- | ---- | --------------- |
|       | Tobias Lund Andresen Kasper Andresen         | DEN  | 37              |
|       | Marc Terrasa Gual Francesc Bennasar Rossello | ESP  | 25              |
|       | Tim Torn Teutenberg Benjamin Boos            | GER  | 25              |

| Platz | Sportlerin                          | Land | Punkte (Runden) |
| ----- | ----------------------------------- | ---- | --------------- |
|       | Marith Vanhove Kathrijn De Clercq   | BEL  | 31              |
|       | Nikola Wielowska Zuzanna Olejniczak | POL  | 23              |
|       | Lara Crestanello Valentina Basilico | ITA  | 23              |

## Medaillenspiegel
| Rang  | Land         | Gold | Silber | Bronze | Gesamt |
| ----- | ------------ | ---- | ------ | ------ | ------ |
| 1     | Deutschland  | 12   | 9      | 9      | 30     |
| 2     | Russland     | 11   | 3      | 7      | 21     |
| 3     | Italien      | 5    | 4      | 4      | 13     |
| 4     | Belgien      | 5    | 2      | 3      | 10     |
| 5     | Polen        | 3    | 8      | 6      | 17     |
| 6     | Niederlande  | 2    | 2      | 3      | 7      |
| 7     | Dänemark     | 2    | 1      | 1      | 4      |
| 8     | Portugal     | 1    | 5      | 2      | 8      |
| 9     | Tschechien   | 1    | 2      | –      | 3      |
| 10    | Ukraine      | 1    | 1      | 1      | 3      |
| 11    | Slowakei     | 1    | –      | –      | 1      |
| 12    | Schweiz      | –    | 3      | 2      | 5      |
| 12    | Frankreich   | –    | 3      | 2      | 5      |
| 14    | Spanien      | –    | –      | 2      | 2      |
| 15    | Irland       | –    | –      | 1      | 1      |
| 15    | Griechenland | –    | –      | 1      | 1      |
| 15    | Litauen      | –    | –      | 1      | 1      |
| Total | Total        | 44   | 44     | 44     | 132    |

## Aufgebote

### Bund Deutscher Radfahrer

#### U23
- Frauen (Kurzzeit): Lea Sophie Friedrich, Pauline Grabosch, Alessa-Catriona Pröpster
- Männer (Kurzzeit): Anton Höhne, Julien Jäger, Nik Schröter
- Frauen (Ausdauer): Franziska Brauße, Lena Reißner, Finja Smekal, Lea Lin Teutenberg
- Männer (Ausdauer): Richard Banusch, Tobias Buck-Gramcko, Calvin Dik, Felix Groß, Franz Groß, Nicolas Heinrich

#### Junioren
- Juniorinnen (Kurzzeit): Sandra Hainzl
- Junioren (Kurzzeit): Paul Groß, Domenic Kruse, Paul Schippert, Willy Weinrich
- Juniorinnen (Ausdauer): Lana Eberle, Hanna Dopjans, Fabienne Jährig, Paula Leonhardt, Marla Sigmund, Lea Waldhoff
- Junioren (Ausdauer): Benjamin Boos, Laurin Drescher, Luca Dreßler, Moritz Kretschy, Luis-Joe Lührs, Oliver Spitzer, Tim Torn Teutenberg

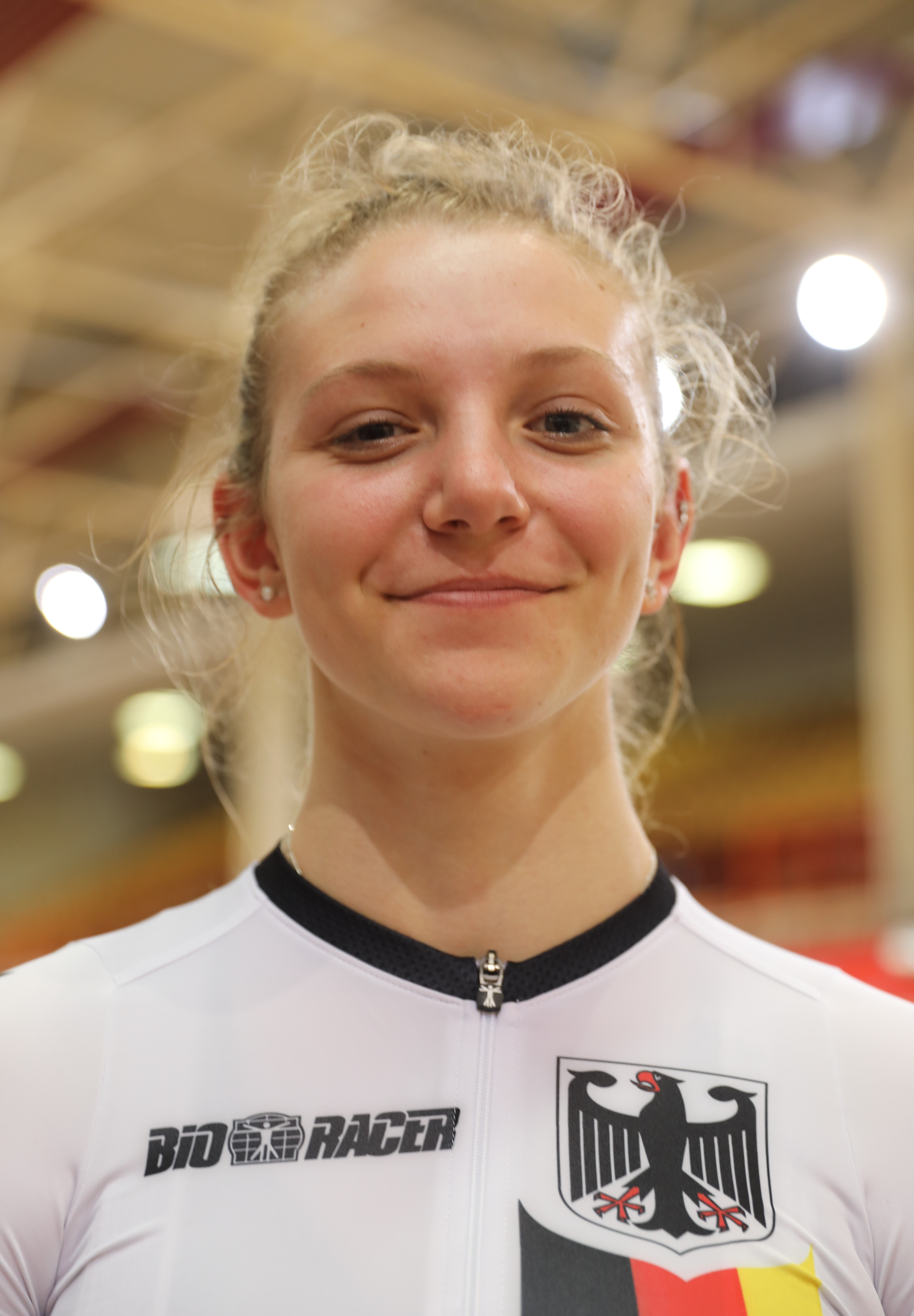
Alessa-Catriona Pröpster
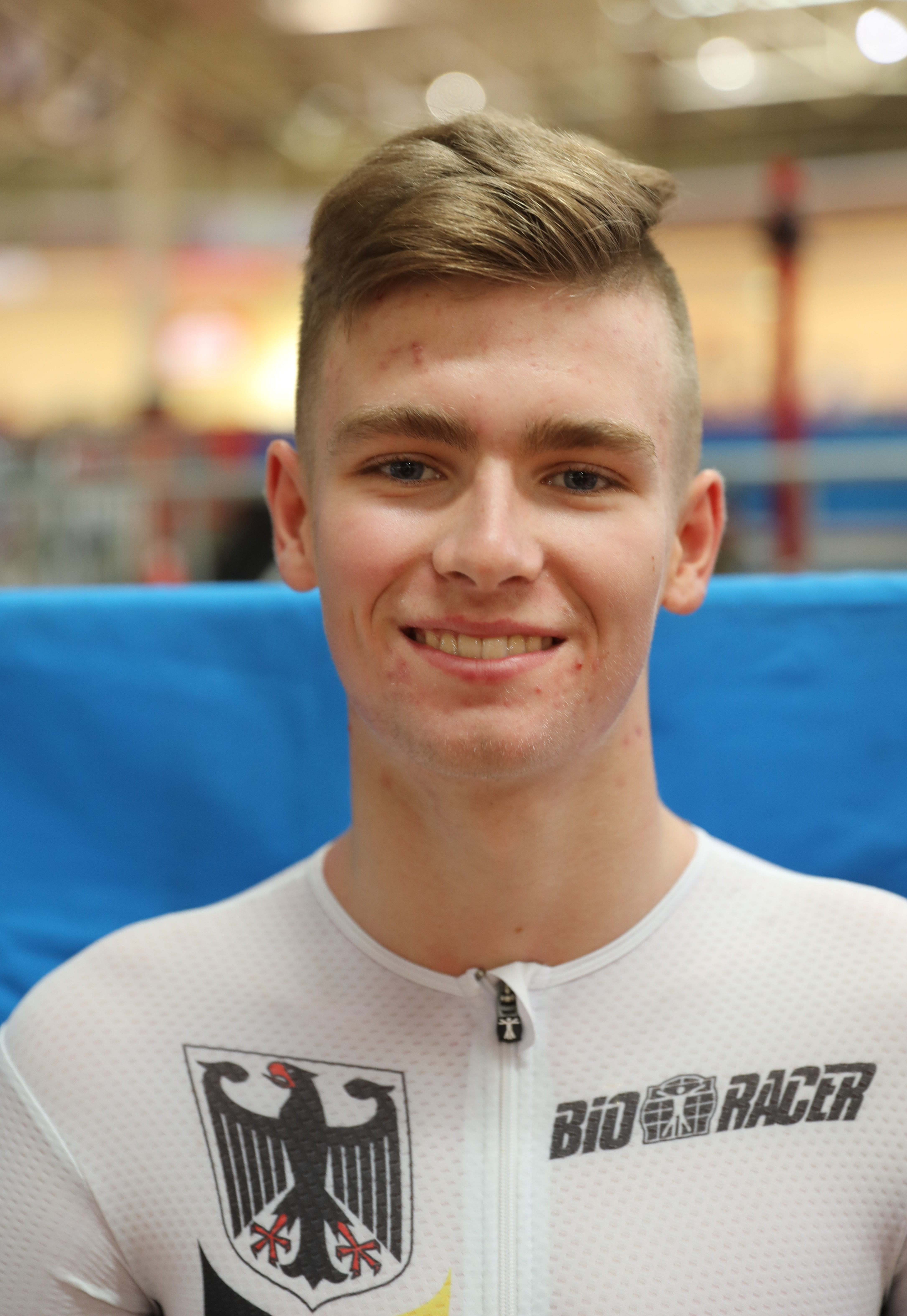
Moritz Kretschy
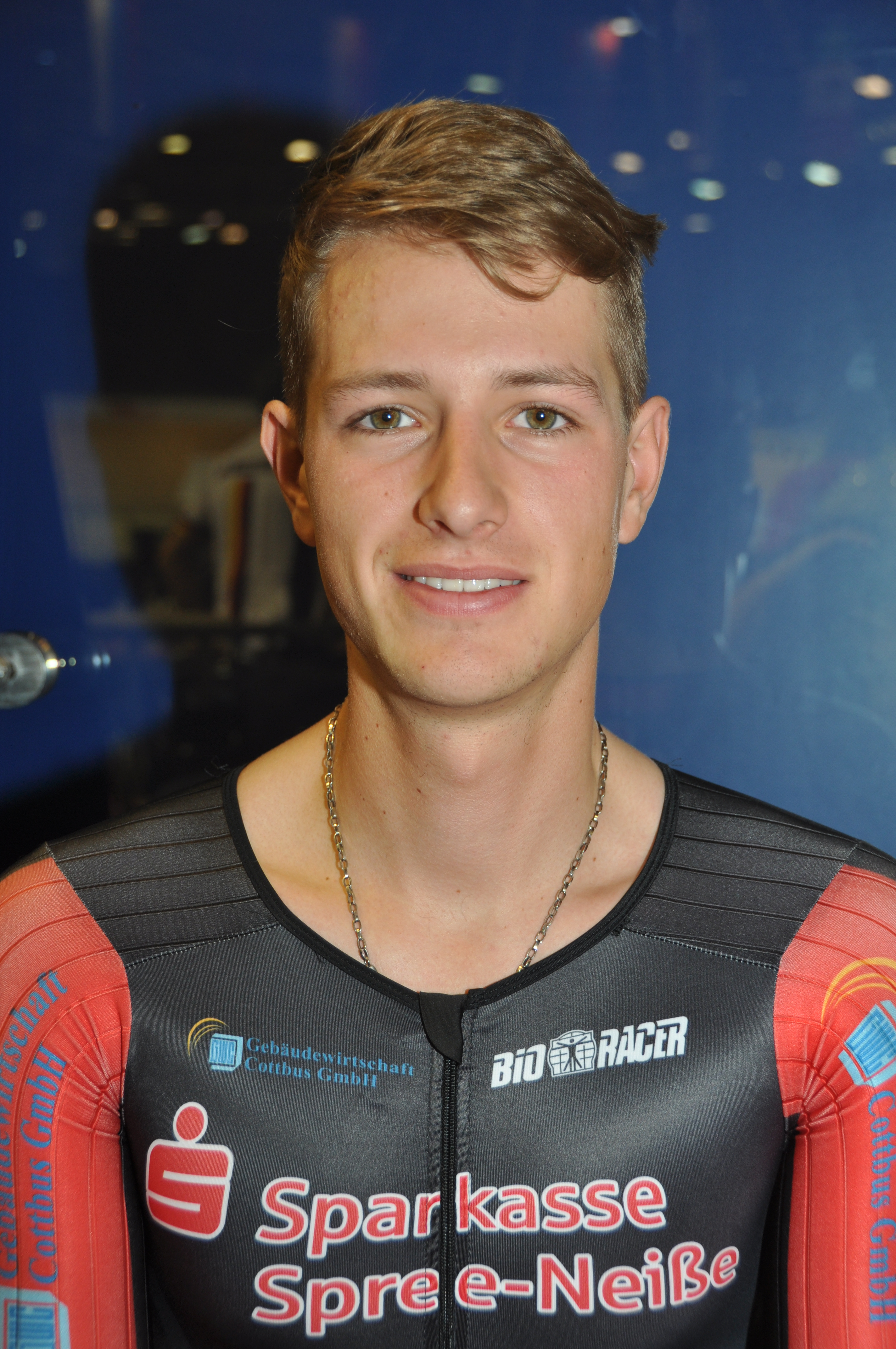
Richard Banusch
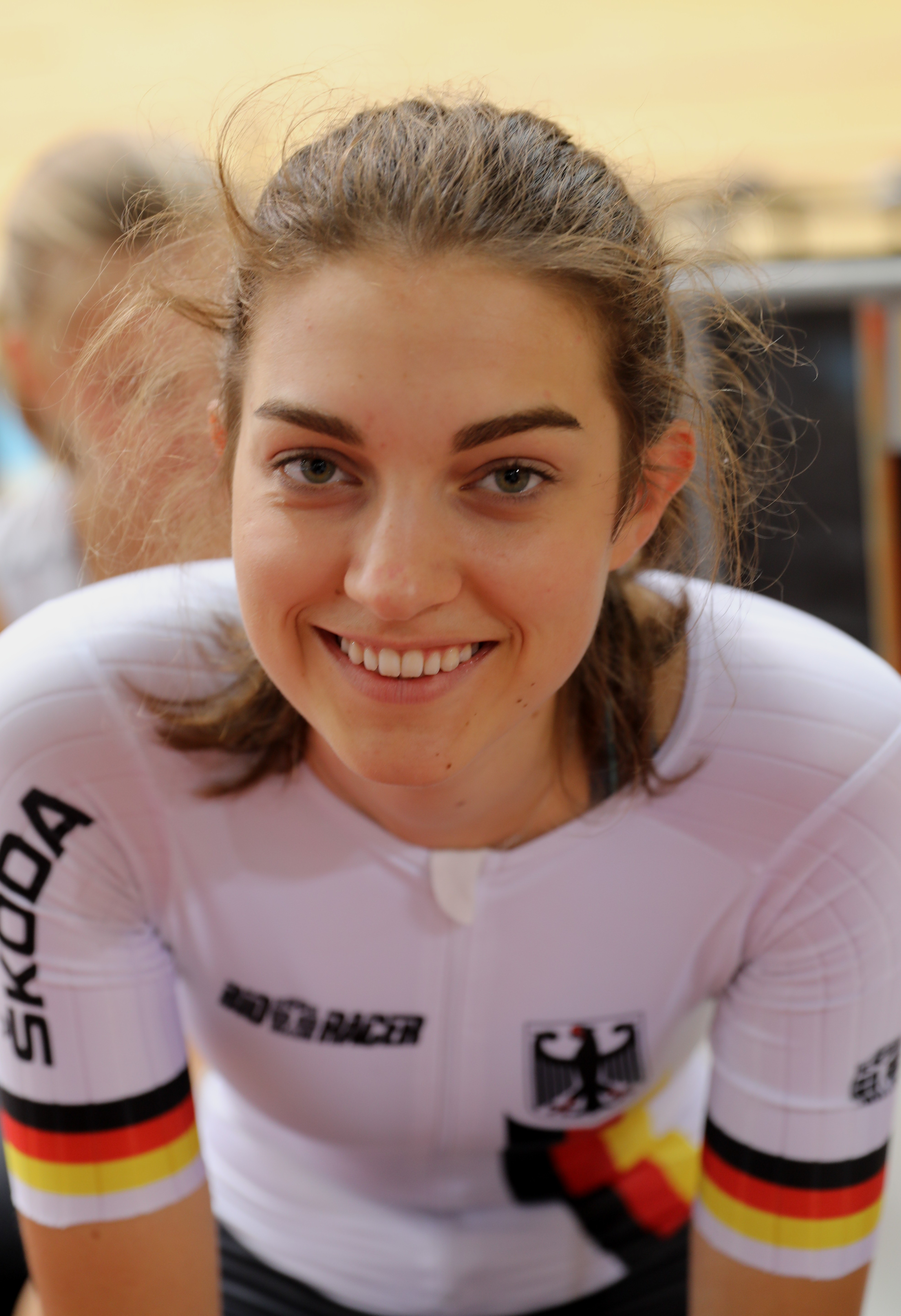
Finja Smekal
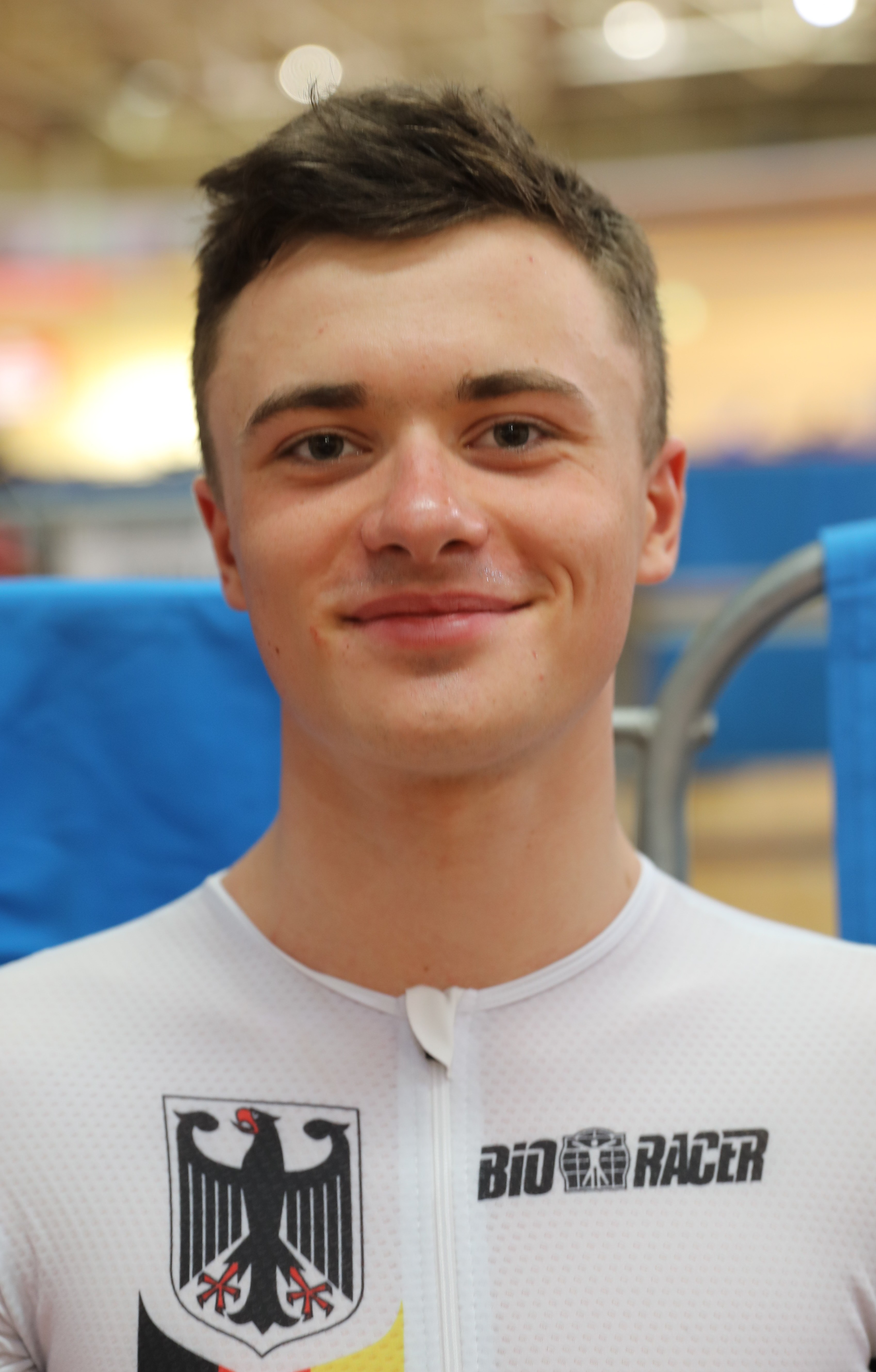
Nicolas Heinrich
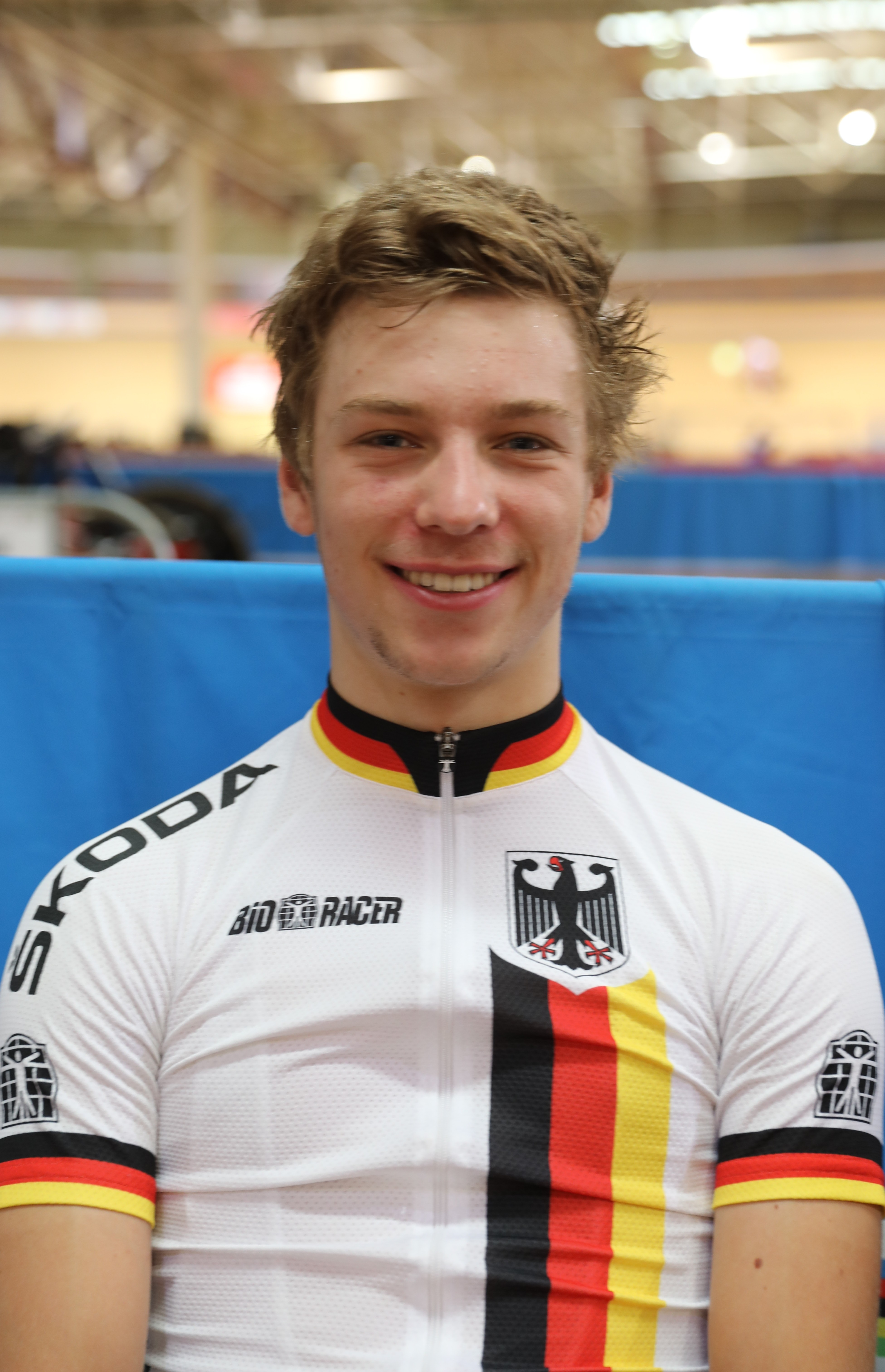
Tobias Buck-Gramcko

### Swiss Cycling

#### Junioren
- Junioren: Fabio Christen, Damien Fortis, Pascal Tappeiner, Arnaud Tendon, Dominik Weiss, Fabian Weiss
- Frauen U23: Fabienne Buri, Léna Mettraux

#### U23
- Männer U23: Dominik Bieler, Nicolò De Lisi, Robin Froidevaux, Mauro Schmid, Valère Thiébaud, Alex Vogel

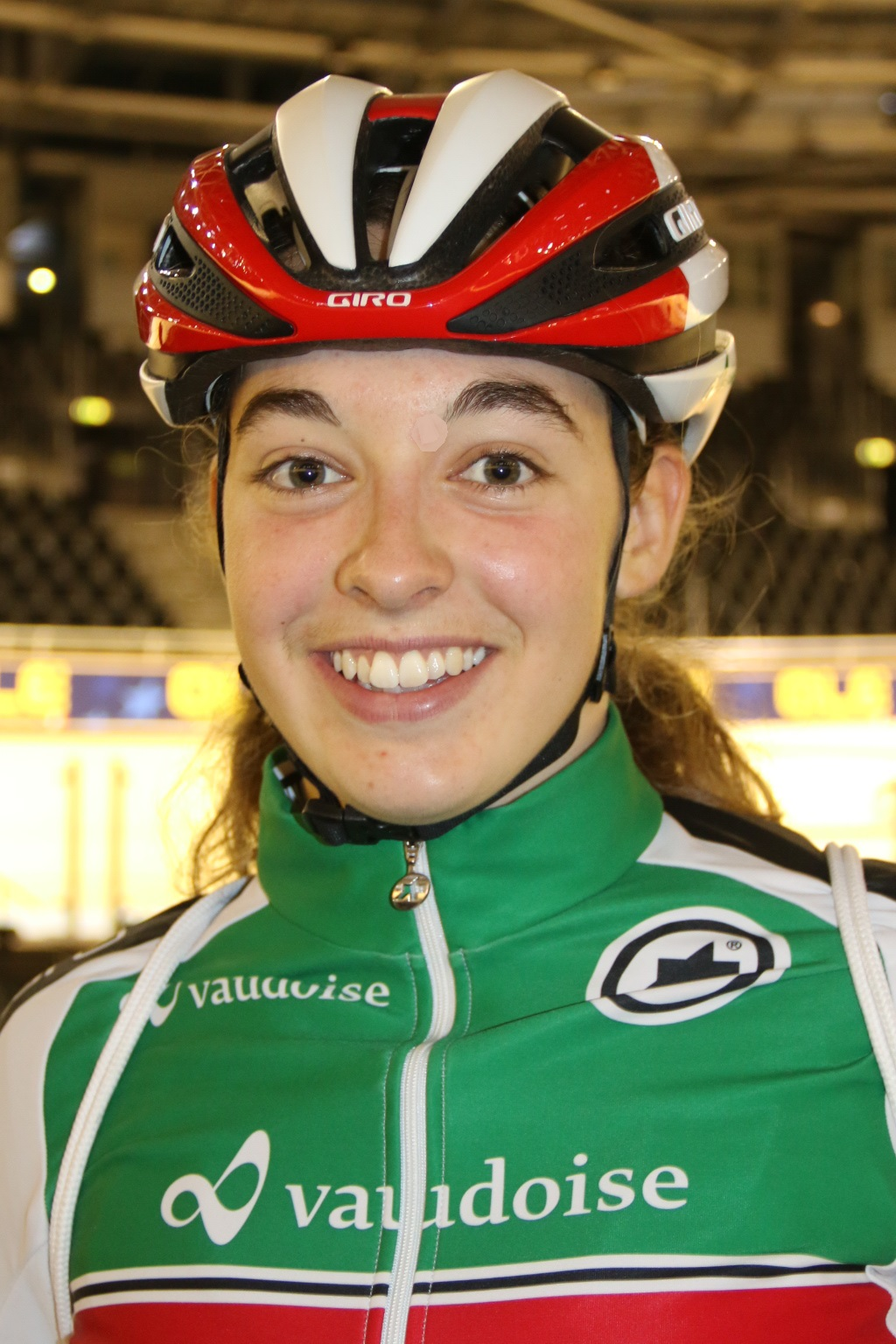
Léna Mettraux
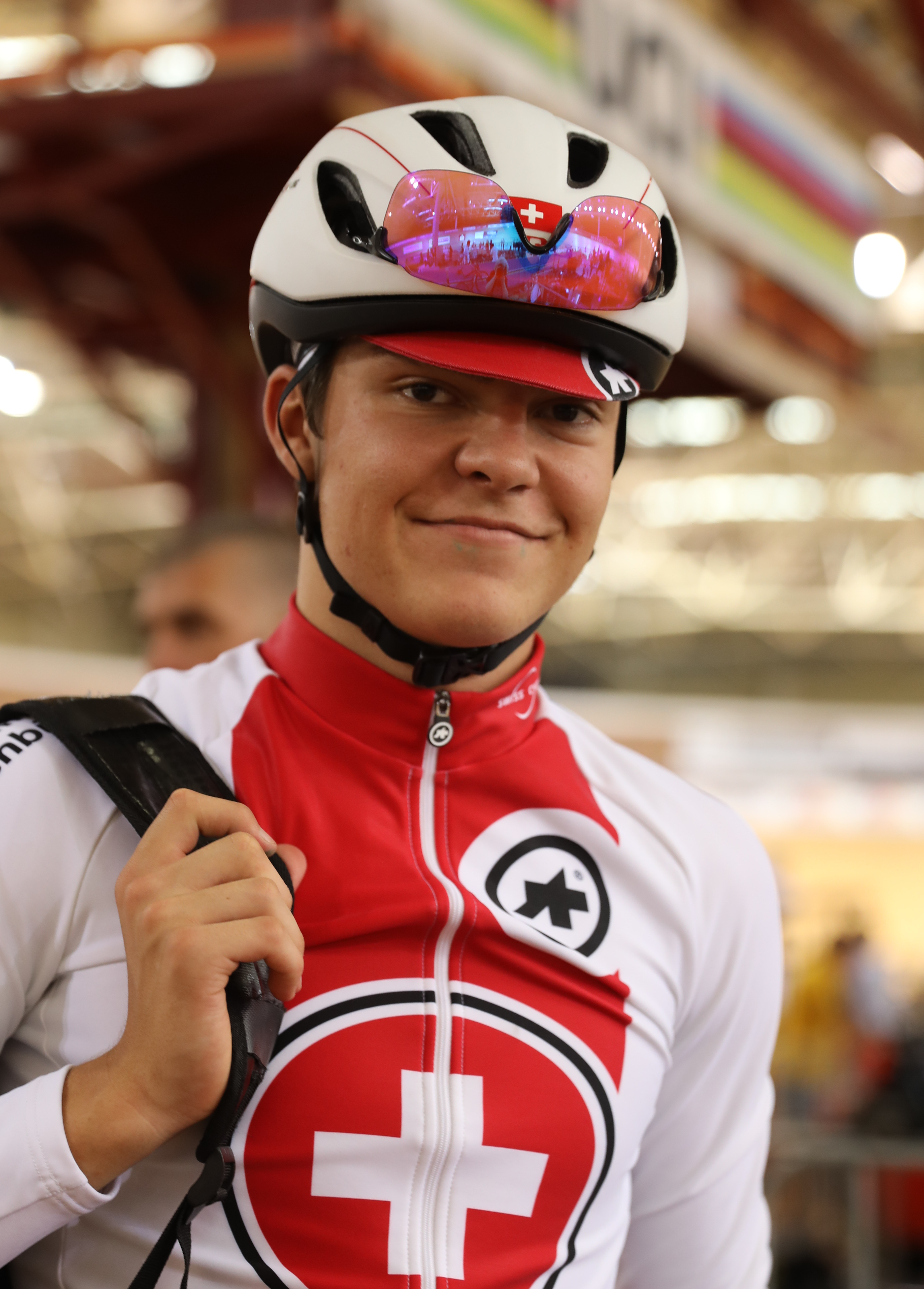
Dominik Bieler
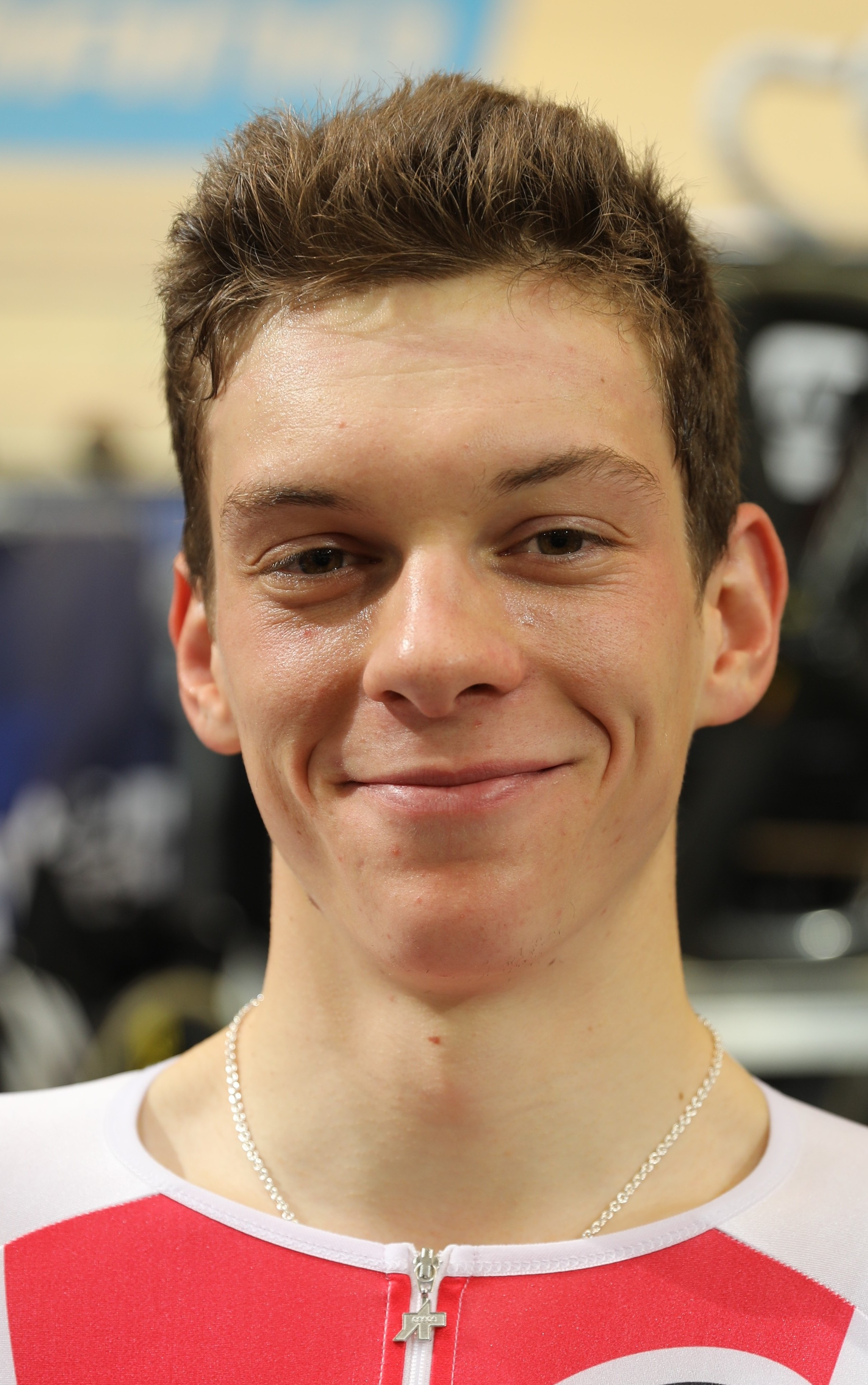
Robin Froidevaux
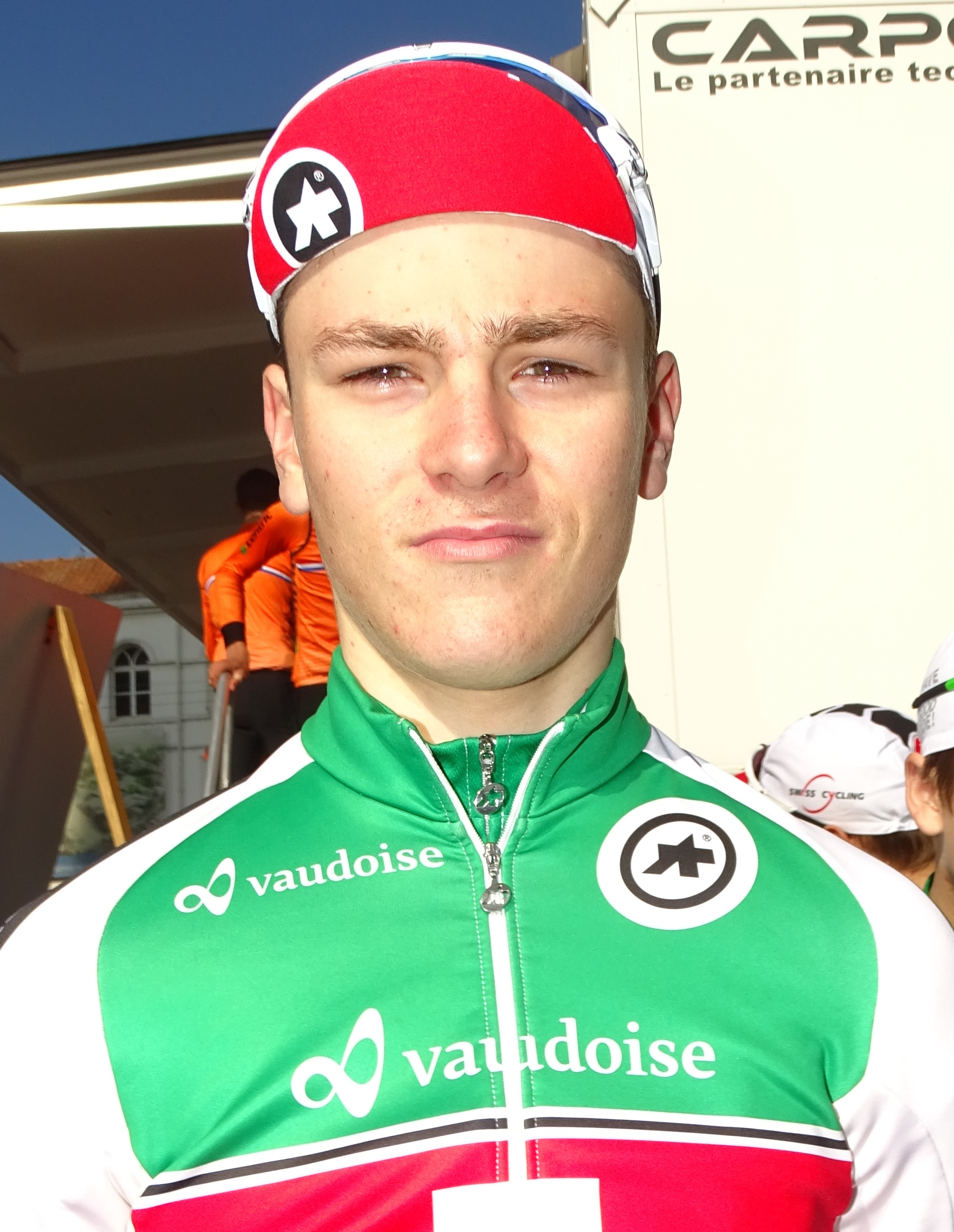
Mauro Schmid
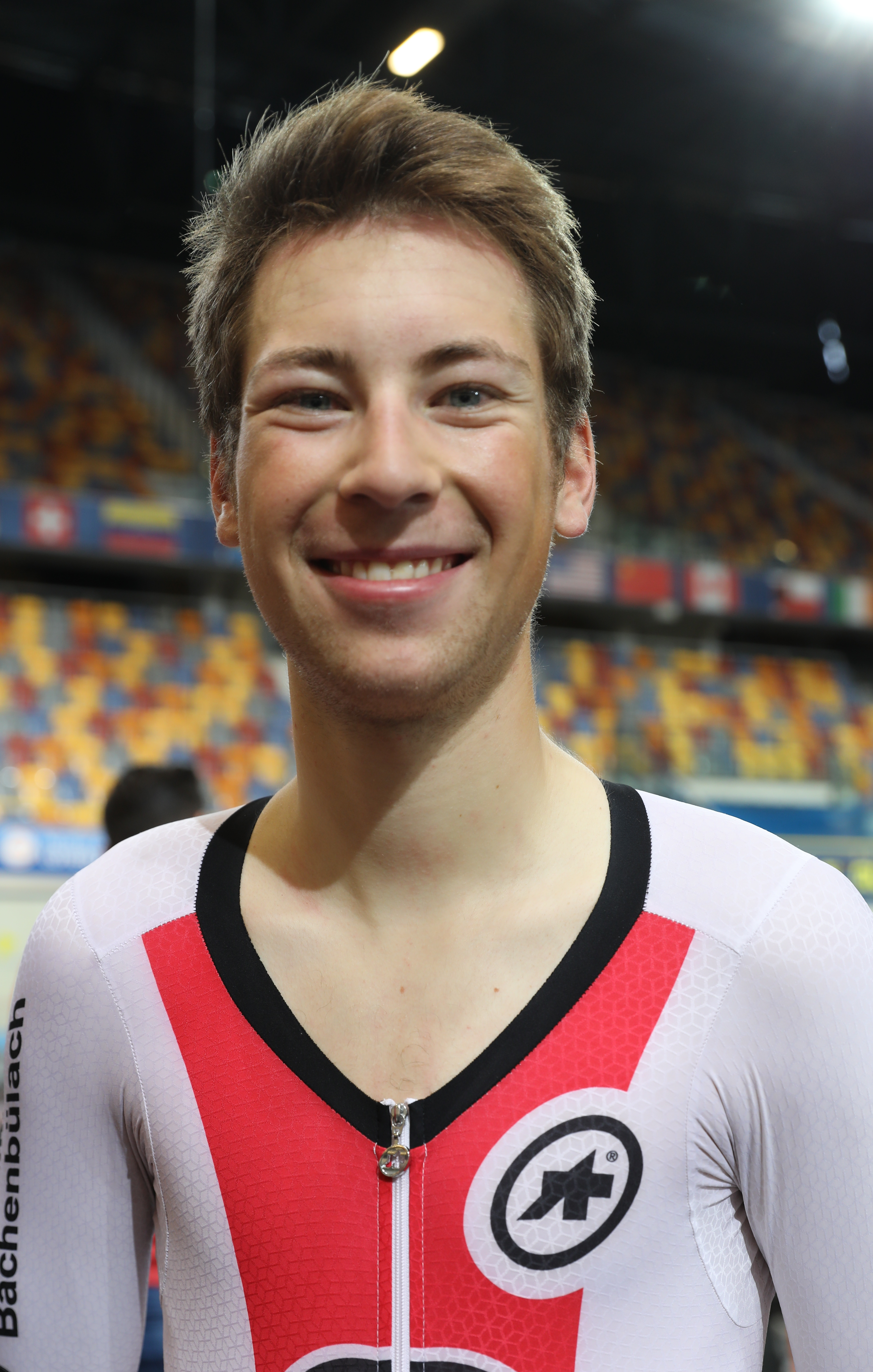
Valère Thiébaud

### Österreichischer RV

#### Junioren
- Junioren: Paul Buschek, Stefan Kovar

#### U23
- Männer U23: Max Schmidbauer, Valentin Götzinger

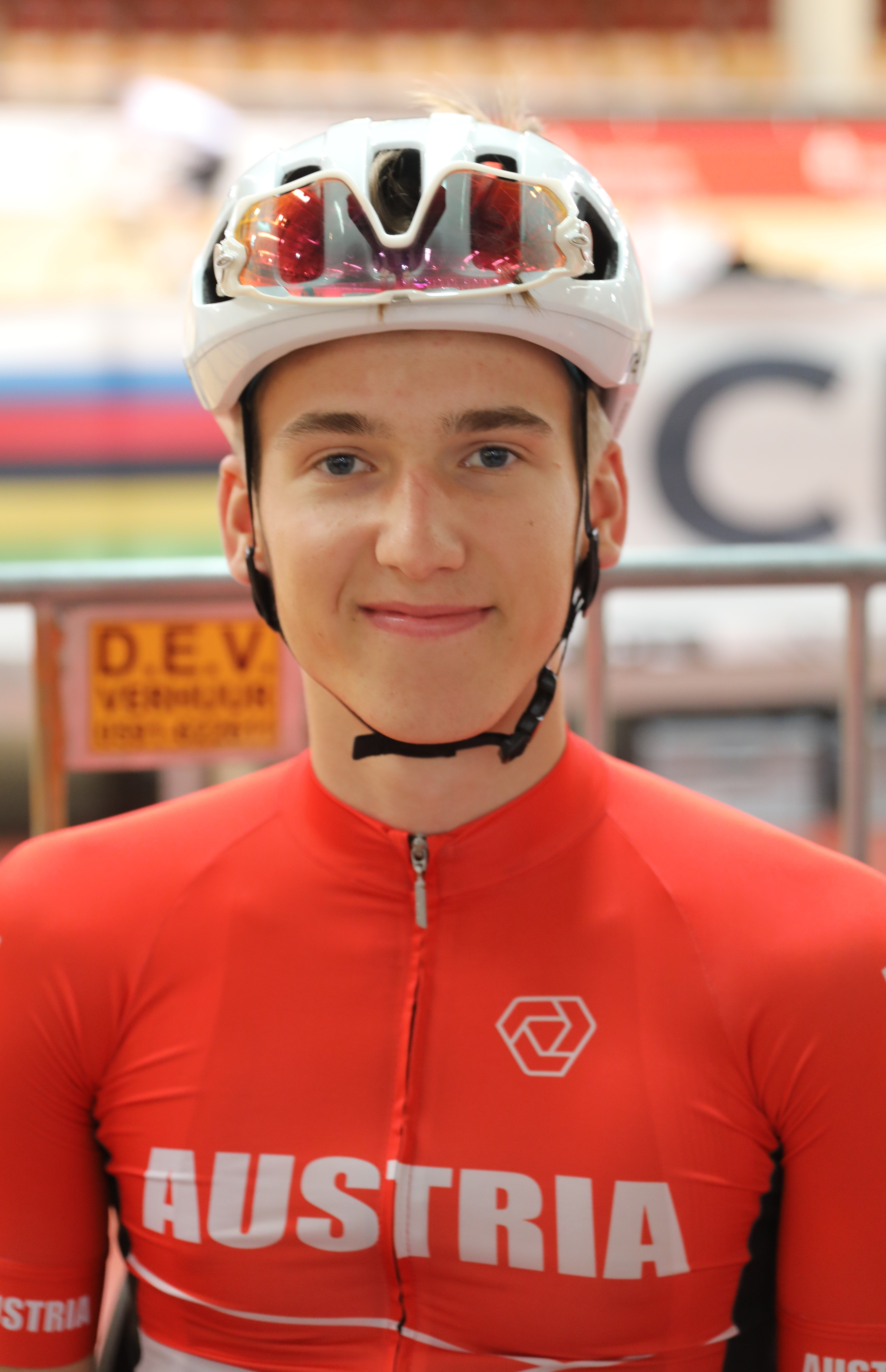
Paul Buschek
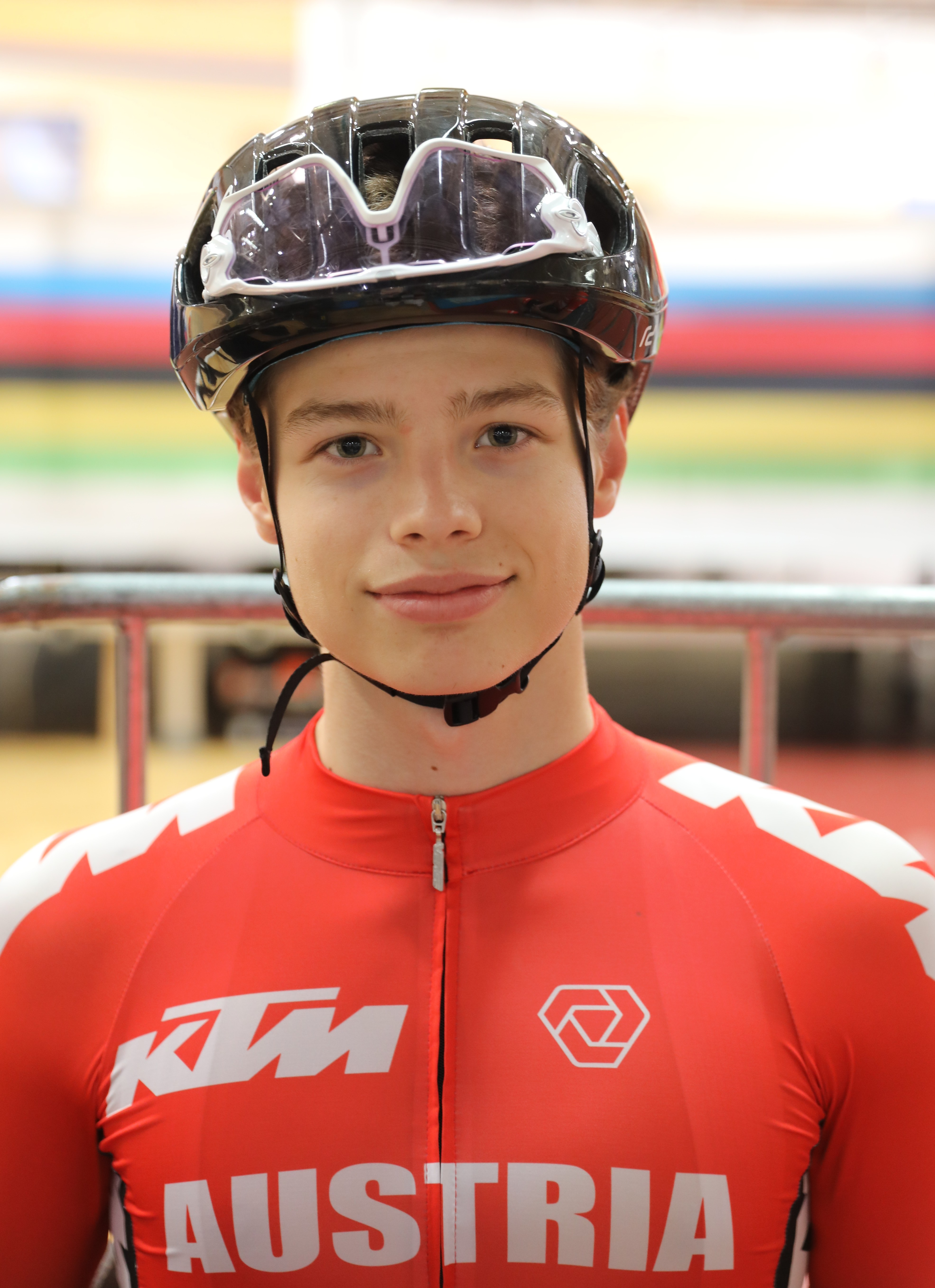
Stefan Kovar